# 굴라 (충돌구)

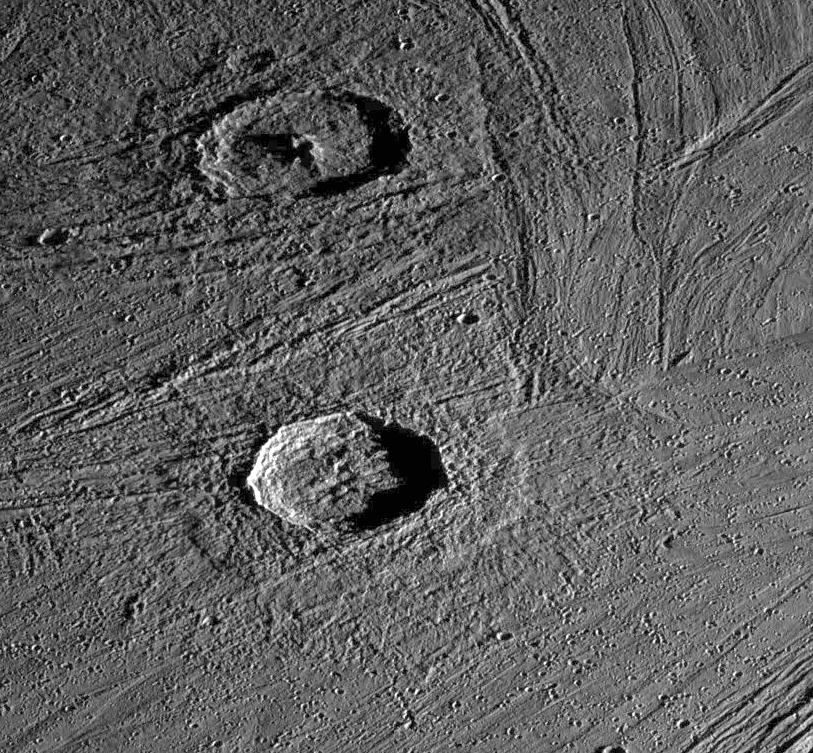
굴라-아켈로스 충돌구 쌍. 위쪽에 있는 것이 굴라 충돌구이다.

굴라(Gula)는 목성의 위성인 가니메데에 있는 충돌구이다. 중앙이 튀어나온 젊은 충돌구에 속한다. 길이는 38km이다.